# جون آدمسون
جون آدامسون (1910 – 1984) سياسي أسترالي. كان عضوا في الجمعية التشريعية في نيو ساوث ويلز لفترة واحدة من عام 1950 حتى 1953. كما كان عضوا في الحزب الليبرالي في أستراليا.
ولد في نيو ساوث ويلز. وكان أبوه محاميا. درس في كلية المعلمين في سيدني. كما عمل معلما في مدرسة في روزيل في نيو ساوث ويلز. وانتخب للمجلس البلدي في ماريكفيل بين عامي 1944 و1948. وفي عام 1950 خلا مقعد في برلمان نيو ساوث ويلز بسبب وفاة بريس موتون، فانتخب آدامسون وظل حتى هزم في انتخابات 1953. ولم يتول مناصب وزارية أو حزبية. وفي أواخر حياته عاد إلى التدريس.